# Show Boat
Show Boat es un musical en dos actos con música de Jerome Kern y libreto de Oscar Hammerstein II, considerado a menudo el "padre del musical estadounidense". Fue el primero en combinar texto con canciones, en una especie de opereta estadounidense de fuerte contenido racial y crítica social. Narra la historia del barco Cottom Blossom, un «teatro flotante» (en inglés, showboat) durante sus travesías por el río Misisipi a lo largo de 47 años.
Contemporánea de Porgy y Bess —de Gershwin—, es la antecesora directa de Oklahoma y South Pacific —de Rodgers y Hammerstein—, My fair lady —de Frederick Loewe y Alan Jay Lerner—, West Side Story y Candide —de Leonard Bernstein—.
Basado en la novela de Edna Ferber, se estrenó en el Teatro Ziegfield en 1927; protagonizado por Helen Morgan, alcanzó 572 representaciones, y ha sido llevada al cine en tres ocasiones. Contiene algunas de las canciones más célebres del patrimonio cultural estadounidense tales como Bill, Can't help loving that man, You are love, Make believe, After the Ball (firmada por Charles K. Harris) y en especial Ol' Man River. 
Reparto de la versión original:
- Norma Terris — Magnolia Hawks / Kim
- Howard Marsh — Gaylord Ravenal
- Charles Winninger — Cap'n Andy Hawks
- Jules Bledsoe — Joe
- Helen Morgan — Julie LaVerne
- Edna May Oliver — Parthy Ann Hawks
- Sammy White — Frank Schultz
- Eva Puck — Ellie May Chipley
- Tess Gardella — Queenie
- Director: Victor Baravalle

Fue representada en Broadway en 1932 (180 rep.), 1946 (418 rep.), 1983 (70 rep.) y en 1994 por el director Harold Prince, consiguiendo 5 Premio Tonys. Este último "revival" alcanzó 972 representaciones.
El show ha tenido varias representaciones y versiones en teatros de todo el mundo, especialmente en el West End de Londres.

## Show Boat en cine

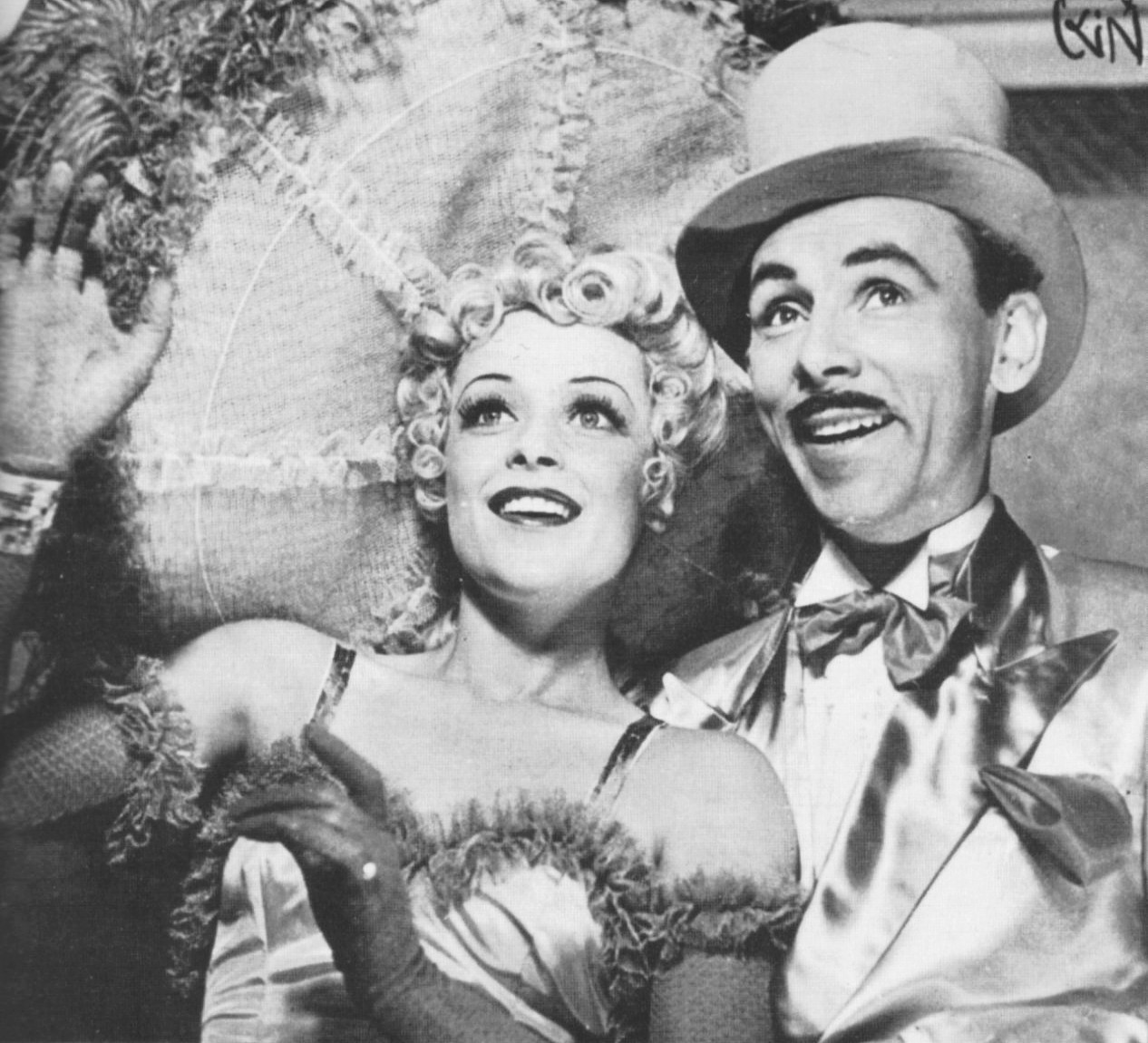
Primera producción sueca de Show Boat en 1942.

Reparto de la versión cinematográfica de 1929 dirigida por Harry Pollard (146 minutos):
- Laura La Plante - Magnolia Hawks
- Joseph Schildkraut - Gaylord Ravenal
- Emily Fitzroy - Parthenia 'Parthy' Ann Hawks
- Otis Harlan - Capt'n Andy Hawks
- Alma Rubens - Julie Dozier
- Jack McDonald as Windy
- Elise Bartlett - Elly
- Stepin Fetchit - Joe

Reparto de la versión cinematográfica de 1936 dirigida por James Whale (113 minutos):
- Irene Dunne - Magnolia Hawks
- Allan Jones - Gaylord Ravenal
- Charles Winninger - Cap'n Andy Hawks
- Paul Robeson - Joe
- Helen Morgan - Julie LaVerne
- Helen Westley - Parthenia "Parthy" Hawks
- Queenie Smith - Ellie May Chipley
- Sammy White - Frank Schultz
- Hattie McDaniel - Queenie

Reparto de la versión cinematográfica de 1951 dirigida por George Sidney (107 minutos)
- Kathryn Grayson - Magnolia Hawks
- Ava Gardner - Julie LaVerne
- Howard Keel - Gaylord Ravenal
- Joe E. Brown - Cap'n Andy Hawks
- Marge Champion - Ellie Mae Shipley
- Gower Champion - Frank Shultz
- Robert Sterling - Steve Baker
- Agnes Moorehead - Parthy Hawks
- Leif Erickson - Pete
- William Warfield - Joe

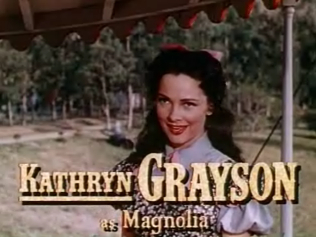
Fotograma procedente del tráiler oficial.
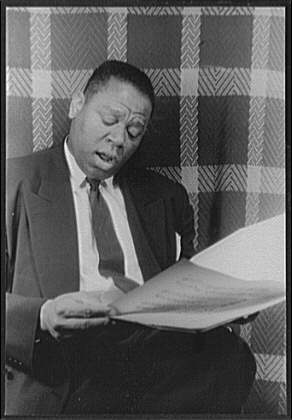
William Warfield.

## En disco
Existen una decena de versiones discográficas en grabaciones de estudio, cine, radio y teatro. 
En 1988, el director de orquesta John McGlinn hizo la primera grabación integral incluyendo los fragmentos de 1926 y otras partes que no se habían utilizado con anterioridad. La versión fue protagonizada por la mezzosoprano Frederica von Stade, Jerry Hadley, Bruce Hubbard y Teresa Stratas como la mulata Julie y la participación de Lillian Gish.
Sobre la grabación se realizó un documental con la complicada historia del musical, narrado por McGlinn.